# 札幌市立平和通小学校
札幌市立平和通小学校（さっぽろしりつへいわどおりしょうがっこう）は、北海道札幌市白石区にある公立小学校。平和通地区ではなく、本通にあり住所と学校名は一致しない。

## 概要
- 校舎は4階建てで、3〜4階の一部が体育館となっている。この校舎構造は同校だけではなく、1970年代後半に札幌市内で開校した他の小学校の校舎にも多く見られる。
- 構内に、温室・焼き窯小屋がある。
- プール設置（1988年7月）以前は、近隣にある札幌市立大谷地小学校で水泳の授業を受けていた。
- 現在、プール隣は畑になっているが、以前は水田（1990年4月完成）が併設されており稲作栽培（米）の授業を受けていた。
- 冬季降雪時校庭には、雪山が造られ、1・2年生のスキー学習や休み時間にそり遊びが出来る。
- 近隣には、西山製麺があり、社会科の工場見学が行われる。
- 卒業後の進路では約9割の生徒が札幌市立柏丘中学校へ進学する。その他は私立中学などへ進学することがある。

## 沿革
- 1975年（昭和50年）
  - 6月 - 仮称「札幌市立本通東部小学校」開校事務取扱発令。
  - 9月 - 校名を札幌市立平和通小学校と制定する。
- 1976年（昭和51年）
  - 3月 - 開校式を挙行。札幌市立本通小学校と札幌市立大谷地小学校の一部児童が移籍。
  - 4月 - 第1回入学式挙行。
  - 10月 - 校木をさくらの木と制定。
- 2019年（令和元年）7月 - 給食配膳室配管工事実施。
- 2020年（令和2年）
  - 2月 - この月から春休みをはさみ、5月まで新型コロナウイルス感染症の発生による臨時休業実施。
  - 6月 - 学校再開。ただし、当面は少人数短時間登校の形となる。
  - 9月 - コロナウイルス感染拡大の影響で開催中止となった運動会の代替として、学年別体育参観開催。
- 2021年（令和3年）10月 - 校舎大型改修工事開始。
- 2022年（令和4年）10月 - 校舎大型改修工事終了。

## 行事
- 5月 - 三者懇談、運動会（例年は5.6月に開催）
- 6月 - 白石ハイツ（近隣の老人ホーム）交流学習
- 7月 - 工場見学、修学旅行（6年生）、プール学習
- 9月 - 避難訓練、遠足、三者懇談
- 10月 - 学習見学会
- 11月 - 開校記念日、土曜参観、学校バザー
- 12月 - 学習発表会
- 1月 - 三者懇談、スキー学習
- 2月 - スキー遠足、滝野宿泊学習（5年生）
- 3月 - 三者懇談

## 通学区域
出典
- 白石区
  - 本通11丁目北～21丁目北
  - 平和通11丁目南～17丁目南
  - 平和通11丁目北～17丁目北
  - 流通センター1丁目～7丁目

## 所在地
- 北海道札幌市白石区本通15丁目北3番1号

## アクセス
- 札幌市営地下鉄東西線南郷13丁目駅から、徒歩約1.1km・約17分。
- なお、「白石本通17丁目」停留所が最寄り停留所だったが、該当停留所を通る路線バスは廃止された。